# Doce conciertos, Opus 7 (Vivaldi)

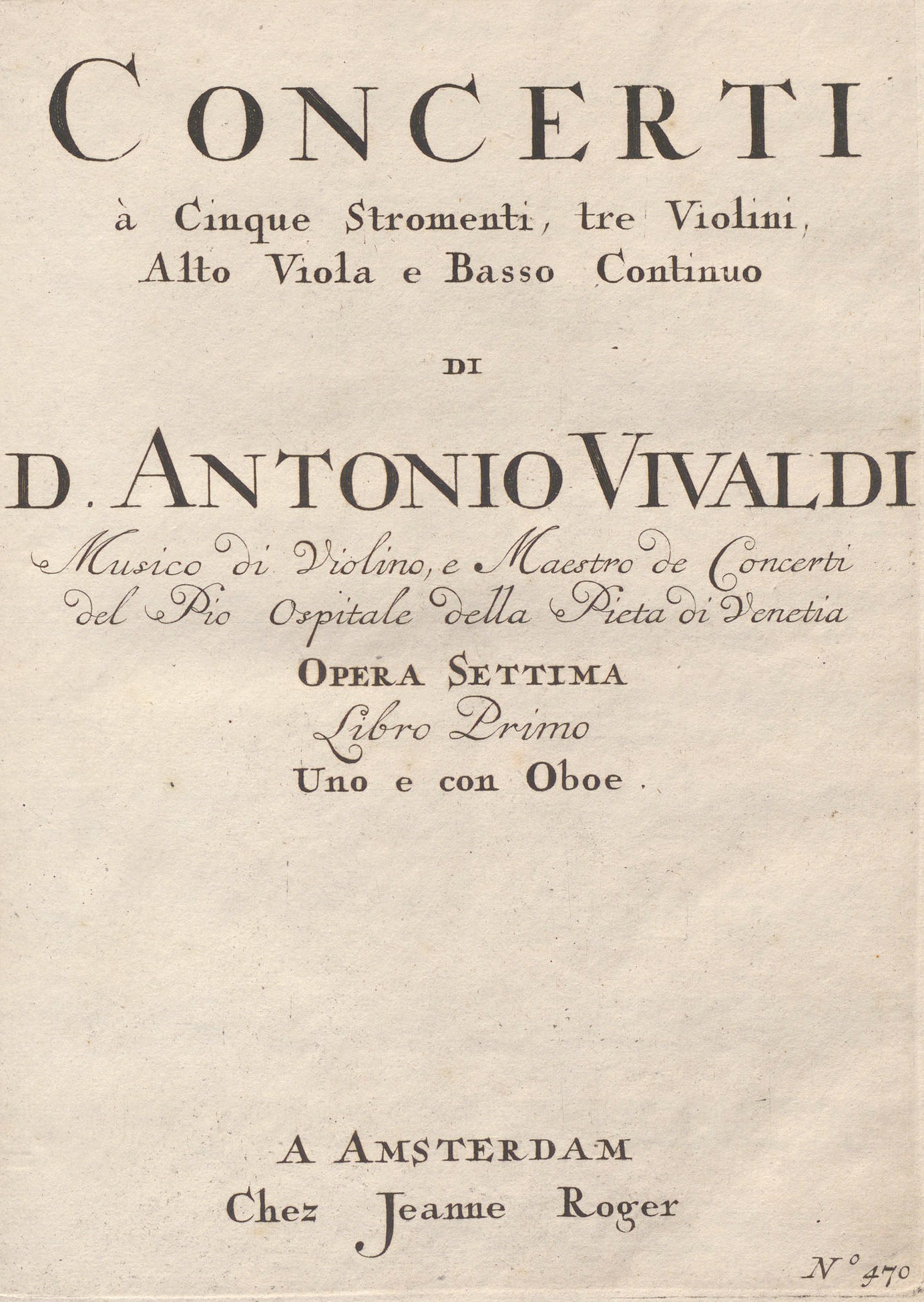
Doce conciertos, Opus 7

Antonio Vivaldi escribió una serie de conciertos, Op. 7, entre 1716-1717. Diez de ellos fueron escritos para violín solista y los dos restantes para oboe solista.
- Concierto n.º 1 para oboe, cuerdas y bajo continuo en si bemol mayor, RV 465
- Concierto n.º 2 para violín, cuerdas y bajo continuo en do mayor, RV 188
- Concierto n.º 3 para violín, cuerdas y bajo continuo en sol menor, RV 326
- Concierto n.º 4 para violín, cuerdas y bajo continuo en la menor, RV 354
- Concierto n.º 5 para violín, cuerdas y bajo continuo en fa mayor, RV 285a
- Concierto n.º 6 para violín, cuerdas y bajo continuo en si bemol mayor, RV 374
- Concierto n.º 7 para oboe, cuerdas y bajo continuo en si bemol mayor, RV 464
- Concierto n.º 8 para violín, cuerdas y bajo continuo en sol mayor, RV 299
- Concierto n.º 9 para violín, cuerdas y bajo continuo en si bemol mayor, RV 373
- Concierto n.º 10 para violín, cuerdas y bajo continuo en fa mayor, "Il Ritiro", RV 294a
- Concierto n.º 11 para violín, cuerdas y bajo continuo en re mayor, RV12
- Concierto n.º 12 para violín, cuerdas y bajo continuo en re mayor, RV 214

- Datos: Q1780312